# Probiștip
Probiștip (în macedoneană Пробиштип) este un oraș în Macedonia și reședința municipiului Probištip. Populația orașului este de 10.826 locuitori.

## Caracteristici
Probištip este localizat în sud-vestul colțului Osogovo, din nord-estul Macedoniei. Regiunea a fost bine cunoscută încă din perioada romană pentru bogățiile și industria minieră, care a prosperat în special în perioada Iugoslaviei.